# Tekken 5: Dark Resurrection
Tekken 5: Dark Resurrection est un jeu vidéo de combat développé et édité par Namco en 2005 sur borne d'arcade. En 2006, le jeu a été porté sur PlayStation Portable sous le nom Tekken: Dark Resurrection, et sur PlayStation 3, en téléchargement via le PlayStation Network. Une nouvelle version sur PlayStation 3, Tekken 5: Dark Resurrection Online, implante un mode de jeu en ligne.
Le jeu constitue une version améliorée de Tekken 5.

## Système de jeu
Le gameplay est le même que celui que Tekken 5 avec quelques techniques supplémentaires (sans compter les 3 personnages supplémentaires de ce Tekken)

## Version PlayStation Portable
Tekken: Dark Resurrection sur PSP est le deuxième épisode de la série à voir le jour sur console portable, après Tekken Advance (2001,GBA). Le jeu est considéré comme le premier grand jeu de combat en 3D sur portable dans le sens où - pour la première fois - les principales qualités de la version originale sont préservées. De fait, le jeu est techniquement proche de la version PS2. Cette version tourne en 60 images par seconde, excepté lors des cinématiques où le framerate revient à 30 images par seconde.
Le jeu propose 34 personnages dont deux exclusifs : Lili, une jeune monégasque qui utilise une technique de combat dont les mouvements s'inspirent du ballet et Sergei Dragunov, un officier russe qui maîtrise l'art du sambo.
Tekken: Dark Resurrection est jouable en game sharing, c’est-à-dire qu'une seule copie du jeu est nécessaire pour jouer en réseau ad-hoc. Cette version propose de nouvelles fonctionnalités comme le « Tekken Dojo », qui permet d'enregistrer le profil de son combattant (un « ghost ») et de l'envoyer sur le réseau, permettant ainsi à d'autres joueurs de l'affronter. Le jeu reprend également les modes « Tekken Bowl » et « Attaques Chrono », déjà entrevus dans Tekken Tag Tournament et Tekken 4.
En Europe, le jeu requiert de posséder une version 2.71 (ou supérieure) du firmware pour fonctionner.

## Version PlayStation 3
Tekken 5: Dark Resurrection a été proposé sur PlayStation 3 via le service de téléchargement du PlayStation Network. Le jeu dispose des mêmes modes de la version arcade, y compris les modes « Battle Ghost » et « Galerie ». Le jeu propose une résolution d'affichage compatible Full HD en 1080p et permet d'incarner  Jinpachi Mishima, soit un total de 35 personnages et de 19 arènes de combats. En Europe, le jeu est vendu 19,99 €.
Sortie le 1er août 2007 au Japon, Tekken 5: Dark Resurrection Online constitue une version jouable en ligne. Pour les possesseurs de la première version, un patch payant est rendu disponible.

## Personnages
Le jeu propose un nombre total de 35 personnages jouables dans sa version PSP, tous jouables dès le début du jeu.
| - Kazuya Mishima (A) - Paul Phoenix (A) - Steve Fox (A) - Nina Williams (A) - Lei Wulong (A) - Craig Marduk (A) - Marshall Law (A) - Hwoarang (A) - King (A) - Christie Monteiro / Eddy Gordo (A/A) - Jin Kazama (A) - Lee Chaolan (A) - Julia Chang (A) - Yoshimitsu (A) - Bryan Fury (A) - Feng Wei (A) - Asuka Kazama (A) | - Kuma / Panda (A/A) - Raven (A) - Ling Xiaoyu (A) - Jack-5 (A) - Baek Doo San (A) - Mokujin (A) - Ganryu (A) - Wang Jinrei (A) - Sergei Dragunov (N) - Anna Williams (A) - Bruce Irvin (A) - Roger Jr. (A) - Lili (N) - Heihachi Mishima (A) - Devil Jin (A) - Armor King (A) |
| Légende : - (A) pour les anciens personnages, déjà présent dans les Tekken précédents - (N) pour les nouveaux personnages, apparaissant pour la première fois dans la série | |

## Accueil

### Réactions
Tekken: Dark Resurrection sur PSP a reçu l'IGN Award du meilleur jeu de combat de l'année 2006.